# Közlekedés

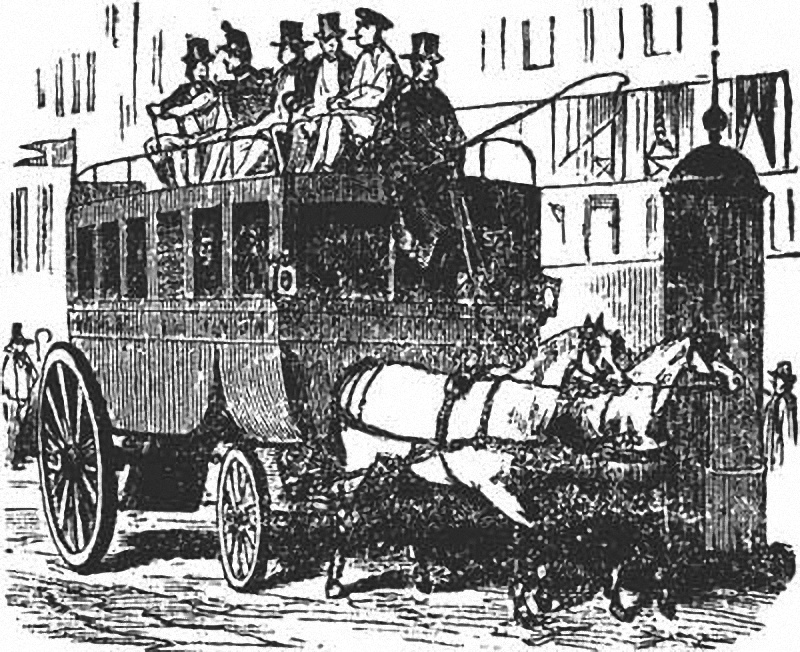
Közlekedés az omnibuszon

A közlekedés személyek és áruk szállítását különböző műszaki eszközökkel végző gazdasági, szolgáltató tevékenység. Ágazatai: közúti közlekedés, vasúti közlekedés, légi közlekedés, vízi közlekedés (hajózás), sodronykötélpálya (libegő), vezetékes szállítás. Térszerkezetét tekintve lehet: helyi (városi), helyközi, elővárosi, távolsági, kontinentális és interkontinentális. A közlekedés azon intézmények és eszközök összessége, amely személyek, javak és hírek szállítására szolgálnak, céljuk üzleti érdekben, művelődési vagy politikai tekintetben szükséges kapcsolatokat lehetővé tenni. Azért, hogy a közlekedés rendeltetésének megfelelhessen szükséges közlekedési eszközöket (utak, hajók, vasutak) létesíteni és közlekedési intézményeket (posta, távíró, vasút, hajózás, repülés) felállítani.
Az utazás az a cselekvés, hogy valaki utazik valahová. Ilyen értelemben a közlekedés szinonimája bár vannak más jelentései is. Személyek vagy tárgyak mozgását jelenti. A közlekedés egyik célja a szállítás, amikor egy közlekedési eszköz segítségével embert, árut, vagy szállító vezetékek segítségével információt, energiahordozókat meghatározott helyre továbbítanak.

## A közlekedés története
A közlekedésben a távolság és az idő elválaszthatatlan fogalom. A kettő hányadosa a sebesség, amelynek növekedése a közlekedés fejlődésének egyik legfőbb jellemzője. A közlekedés fejlődésének másik jellegzetessége az útvonalak egyre nagyobb sűrűsége. Rajtuk a forgalom nagysága és a közlekedés sebessége egyre rohamosabban növekszik. Az emberi leleményesség egyre könnyebbé és olcsóbbá teszi a közlekedési utak építésének problémáit és egyre biztonságosabbá teszi azokat.

## A közlekedési rendszerek
A közlekedési rendszerek a közlekedési hálózatokból, azok kiszolgáló létesítményeiből, illetve a közlekedésben részt vevők lakóhelyéhez vagy telephelyéhez való eljutást segítő létesítményekből állnak. A közlekedéstudomány a közlekedési rendszereket általában az utak természete szerint ágazatokra bontja. A városok közlekedésének speciális személyszállításra való rendszere a tömegközlekedés.

## Közlekedési alágazatok

### Közúti közlekedés

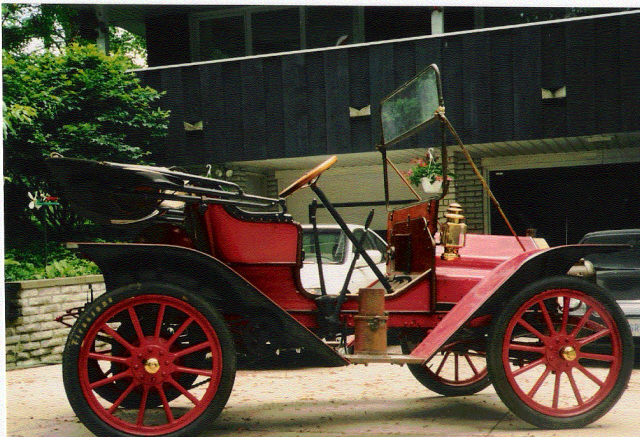
Az automobilok első évtizedei

Közúti közlekedésre használt összefüggő úthálózattal legelőször a perzsa birodalomban találkozhatunk. E királyi utak nem mindenki előtt álltak nyitva, használatukat csak magasabb államérdekből engedélyezték.
A legprimitívebb közlekedési eszközök az ősi szán, a taliga, a szekér és a csónak voltak. Ezeket az egyszerű segítőeszközöket tökéletesíteni kellett, hogy alkalmassá váljanak a tömeges és rendszeres közlekedésre. Az egyik legrégebbi közútlelet Babilonban a Marduk főisten templomához vezető út egy rövid szakasza. Az aszfalttal bevont tégla alapzaton nyugvó kőlapok pontos elhelyezése igen precíz munkát kívánt, mert a rajta haladó áldozati szekér megbillenése baljóslatú jelnek számított volna.
I. e. 3000 előtt az ókor népei kiterjedt közúthálózatot hoztak létre, amelyen a békés életet és a hadviselést szolgáló járművek egyaránt közlekedtek. A közlekedési eszközök további fejlődéséhez azonban szükség volt új anyagokra, ebben a korban a vasra. A vasból készült szerszámok jobbak és olcsóbbak voltak, mint a bronz. Sokat lehetett belőlük készíteni. A nagy mennyiségű és jó minőségű szerszámokkal az utak építése is gyorsabbá, hatékonyabbá vált. A kerekes kocsi Mezopotámiában, Elamban és Szíriában terjedt el. A szekér térhódítása azonban nem volt egyenletes, Egyiptomban i. e. 1650-ig nem használtak kereket. Az első, burkolattal ellátott utakat i. e. 3000 körül építették a Kheopsz piramishoz.
Az útépítés a szárazföldi közlekedés fejlődésének elengedhetetlen feltétele volt. Kezdetben a kerekes járműveket csak természetes utakon használták. Az ipar és a kereskedelem fejlődéséhez az új államok közigazgatásának kialakulásához, katonai védelméhez a természetes utak nem feleltek meg. Olyan utak kellettek, ahol a forgalom gyorsan és biztonságosan haladhatott, nem voltak természeti akadályok. Ezért az útépítés, annak költségessége miatt, már a kezdetektől fogva közösségi (állami) feladat.
A közúti közlekedés kialakulásáról az Ókori közlekedés, a fejlődéséről a Közúti közlekedés a középkorban és Az újkori közúti közlekedés című szócikkekben lehet részletesebben olvasni.

### Légi közlekedés

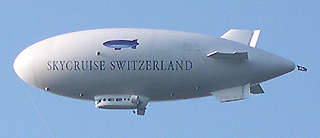
Léghajó

A légi közlekedés a leszállásra alkalmas pályák, illetve légikikötők között, döntően nagy távolságra, és döntően személyszállításra alkalmas. A légi közlekedéssel nagy távolságok rövid idő alatt legyőzhetők, de ennek költségei és környezeti kárai minden más közlekedési ágazatéinál nagyobbak. A légi közlekedés hálózatai a légi folyosók, amelyek a légikikötőket úgy kötik össze, hogy minimalizálják a légi balesetek valószínűségét.

### Vasúti közlekedés

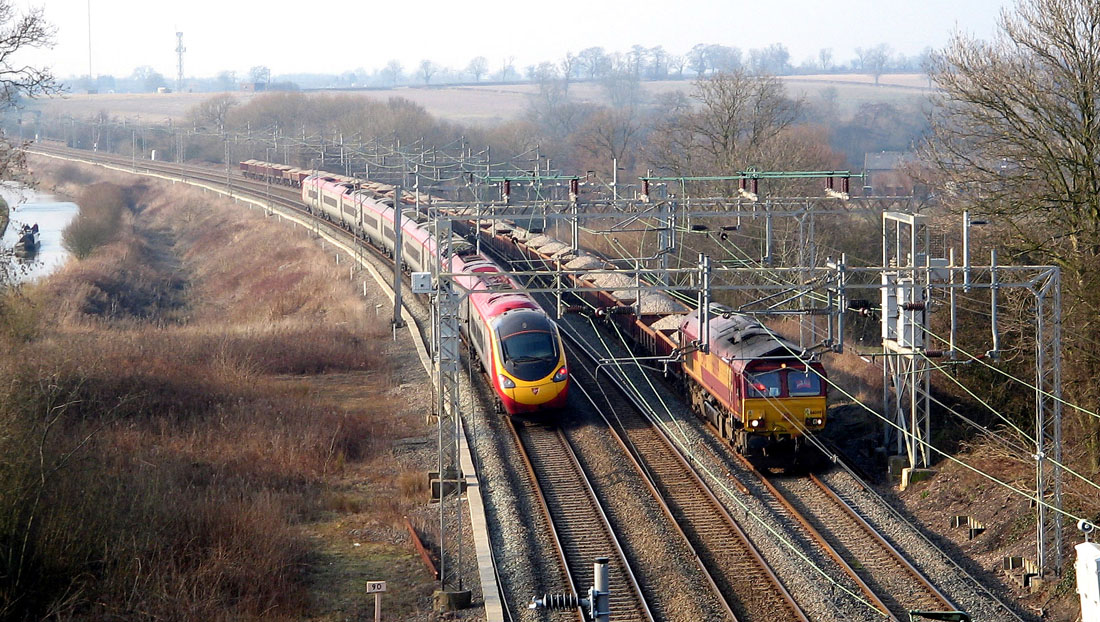
Egy személy- és egy tehervonat Nagy-Britanniában

Vasúti közlekedés alatt kötött pályás, személy- vagy teherszállításra szolgáló közlekedési rendszert értünk. Fő részei a vasúti pálya (vasúti vágány, a vassín), a hozzátartozó földterülettel és szerkezetekkel (al- és felépítmény) és a pályát kiegészítő vasúti infrastruktúra (alagút, híd, áteresz, zajvédőfal támfal), a vasúti üzemi infrastruktúra (forgalmi épület, vasútállomás, utastájékoztató berendezés) valamint a vasúti vontató és a szállító járművek (mozdony, motorvonat), illetve a többnyire vonatban közlekedő vasúti járművek. A vonat vontatását általában mozdony végzi.
A vasúti infrastruktúra hálózatba rendeződik, amelynek csomópontjaiként a vasútállomások és pályaudvarok szolgálnak. A vasút egyaránt alkalmas személy- és teherszállításra. A vasúti közlekedés a többi közlekedési módhoz képest elsősorban ott versenyképes, ahol sok embert vagy árut kell nagy távolságra szállítani, vagy egy sűrű hálózatban kell hatékonyan áru- vagy személyszállítási feladatokat (tömegközlekedés) megoldani.

### Vízi közlekedés

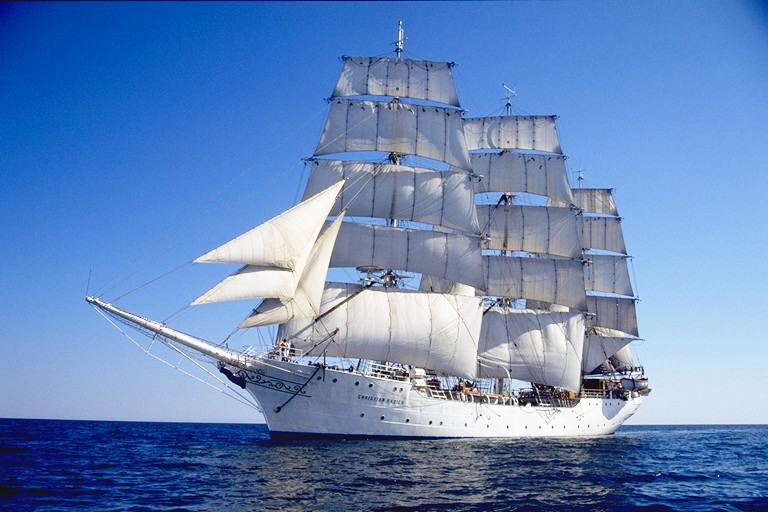
Tengeri vitorlás hajó

A vízi közlekedésnek a különösen nagy méretű és a nagy tömegű áruk hosszabb távolságra történő szállításnál van előnye. Egyrészt mert a rendkívül súlyos vagy rendkívül nagy méretű rakományok (például hidak alkotó elemei) közúton, vasúton vagy légi úton egy darabban nem is szállíthatóak, ellenben a hajók mérete, illetve hordképessége sokkal nagyobb. Másrészt a vízi közlekedés a leggazdaságosabb nagy mennyiségű szállításnál (például ömlesztett áruk, mint a gabona).
A vízi közlekedés a személyszállításban is részt vesz, elsősorban komp szolgáltatásként híddal vagy alagúttal nem rendelkező folyószakaszok vagy kisebb tengerek áthidalásában. Turizmusban a kisebb sétahajó utak és a nagy felszereltségű óceánjáró hajók a jelentősek.

## A közlekedési eszközök, járművek

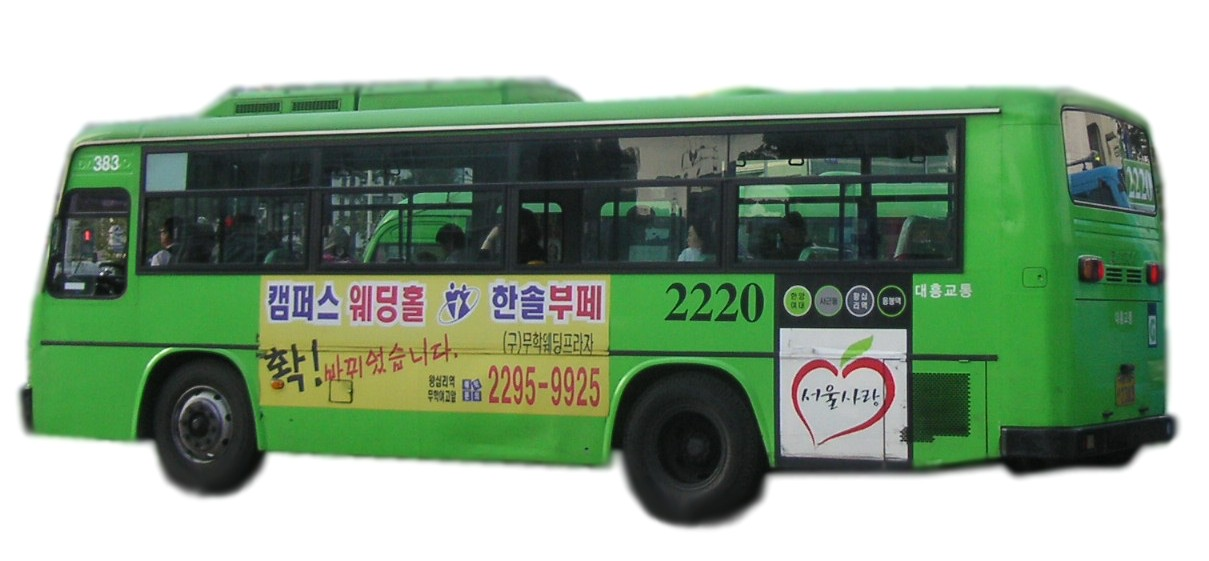
Autóbusz

A közúti közlekedés legjellemzőbb személyszállító járműve az autó vagy gépkocsi, az autóbusz és történelmi elődje, az omnibusz, a motorkerékpár és a kerékpár. A közúti áruszállítást kisebb-nagyobb teherautók végzik.
A vasúti közlekedés legjellemzőbb járműve a mozdony, amely több személy- vagy áruszállító kocsi vontatására alkalmas. A vasúti közlekedés eszközeit általában vonatba rendezik. A vonatok szállítókapacitása messze meghaladja a közúti járművekét, ezért a vasúti közlekedésnek jelentős forgalom esetén van versenyelőnye a közúti közlekedéssel szemben. Vannak önjáró, vontatás nélkül is használható vasúti járművek (hajtány, motorvonat).
A vízi közlekedés járművei a vízen úszó hajók és csónakok, illetve a víz alá merülő tengeralattjárók.
A légi közlekedés olyan járművekkel valósítható meg, amelyek képesek repülni. Ezt először a hőlégballon és a léghajó valósította meg, amelyeknek ma elsősorban rekreációs jelentősége van a modern repülőgépek megjelenése óta. Az űrhajók a föld légkörén kívülre is képesek embereket vagy eszközöket, terhet szállítani.

### Más szállítási módok

#### Csővezetékes szállítás

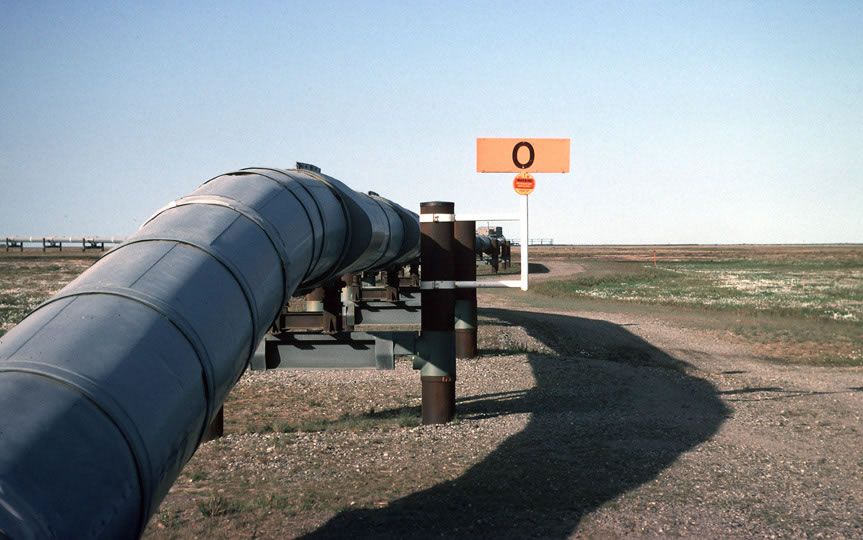
Az alaszkai csővezeték kezdőpontja

A csővezetéken történő áruszállítást olaj és gáz továbbítására használják, a termelő vagy előállító helyet kötik össze a felhasználó hellyel, a fogyasztóval vagy pedig egy másik közlekedési rendszerrel (pl. kikötőben történő továbbítás céljából). Itt nincs szükség járművekre, továbbá a szállítás folyamatos. Jelentős beruházásra van szükség, azonban a szállítási önköltség alacsony. A csővezetékben szállított áru mennyisége a termelőhely termelési kapacitásától, a csövek méretétől és a bennük áramló áru haladási sebességétől függ.
A csővezetékek elsősorban a vasutaknak okoznak versenyt. Korszerű szállítóeszköz még igen nagy távolságokra is. Az építésére felhasznált vasmennyiség megközelíti ugyan az ilyen távú vasúthoz szükségeset, a fenntartási és üzemeltetési költség azonban csak töredéke a vasúténak. Nyersolaj csővezeték először 1865-ben készült, mégpedig fából. A XIX.-XX. századforduló idején, a leghosszabb vezeték Baku – Batumi között létesült, 885 km hosszban.

#### Konténeres szállítás

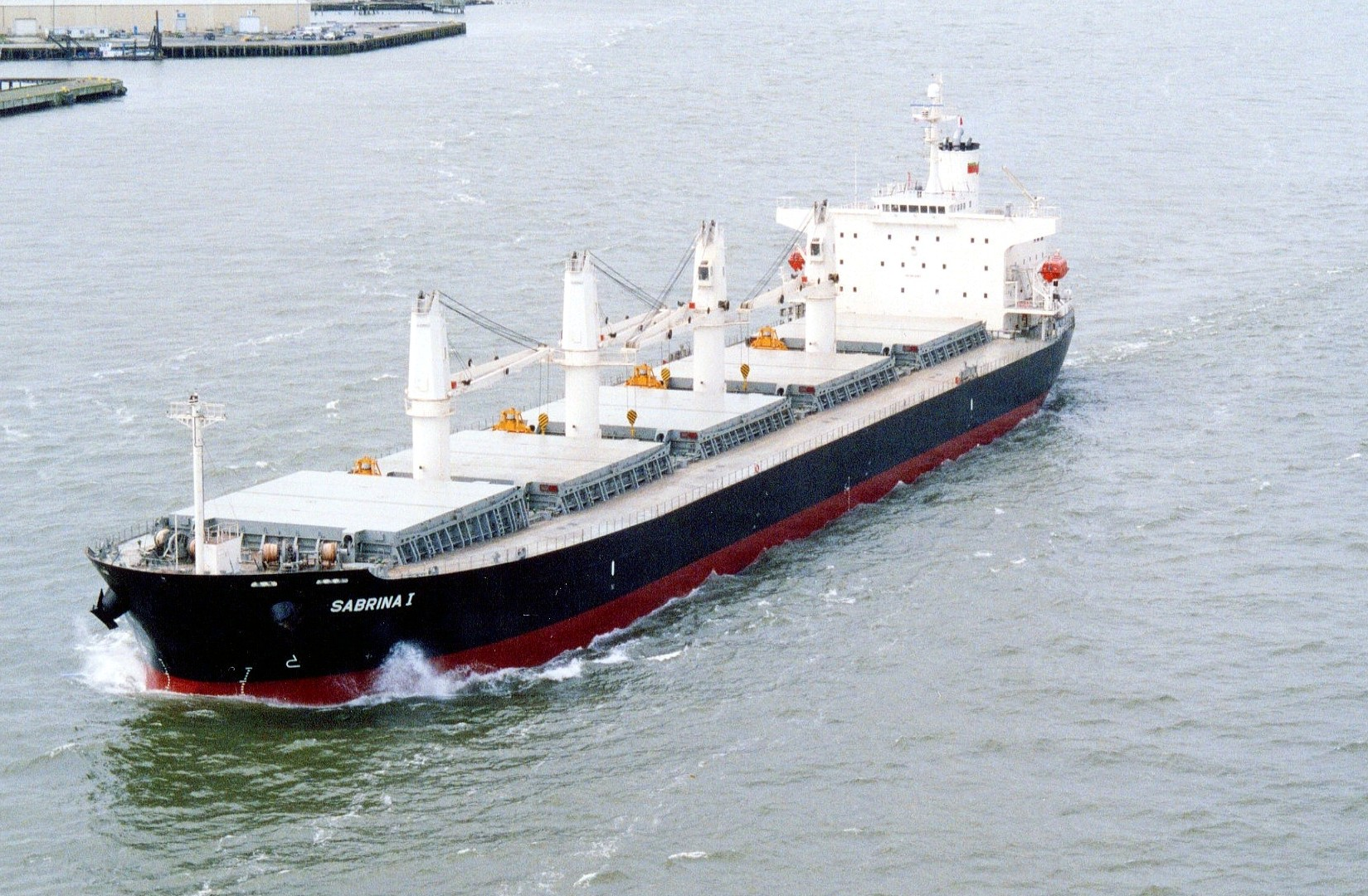
Ömlesztett árut szállító hajó

A gyors rakodás és biztonságos áruszállítás szabványos alapja a konténer.

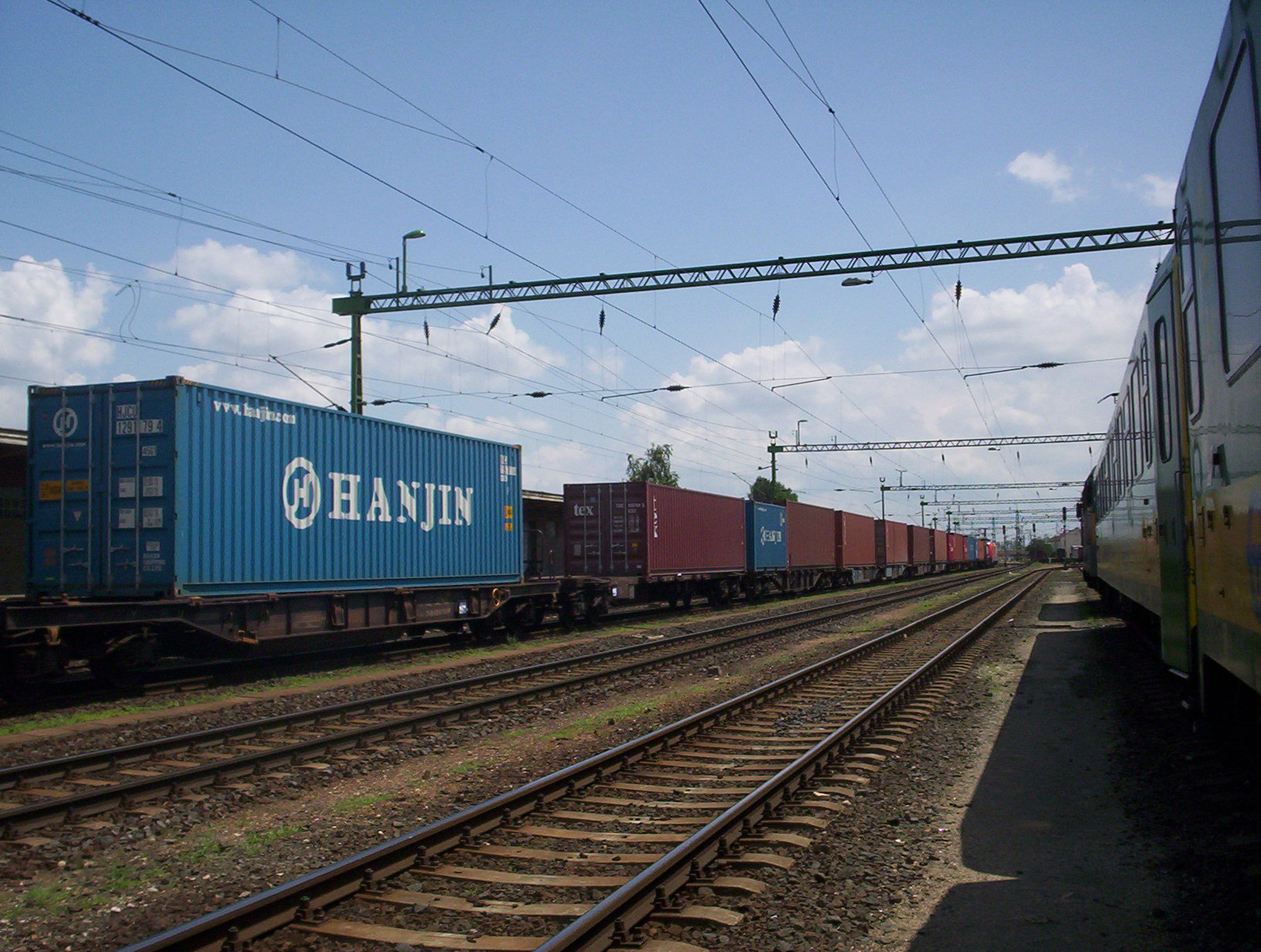
Konténervonat

Fontosságát jelzi, hogy a tranzit szállítás eszközeit is jórészt hozzá igazították, és a vasúti szállítása is egyre terjed. A különböző halmazállapotú anyagok szállításához célkonténereket hoztak létre. Fontosságát jelzi, hogy nagy múltú logisztikai és szállítástechnikai vállalatok bevételeinek egyre nagyobb részét teszi ki a konténereken alapuló szolgáltatás. A gyűjtő és elosztó szállításban is egyre nagyobb mértékben építenek erre a lehetőségre. A rugalmas és gazdaságos rakodást, célszoftverek sokasága segíti. ISO-konténer néven, egy kötött méretű konténert választottak alapegységül Az egységes méretrendszerből eredően a konténer az áruátrakás nélküli tranzitszállítás nélkülözhetetlen eszközévé vált.

## A közlekedés és a tudomány kapcsolata
A közlekedési rendszerek működését, hatásait, tervezését a közlekedéstudomány mint alkalmazott tudomány fogja össze. A közlekedési hálózatok (közutak, vasutak, busz- és vasútállomások, kikötők és légikikötők) számtalan építményt, mérnöki létesítményt igényelnek, amivel a mérnöki tudomány egyes ágai foglalkoznak. A közlekedési eszközök fejlesztésében mérnökök és természettudósok vesznek részt, a közlekedés anyagilag hatékony megvalósításán közgazdászok, szabályozásán jogászok, hatásainak felmérésén pedig társadalomtudósok is dolgoznak.

## A jövő közlekedési eszközei
Napjainkban nagy fontosságú új, innovatív közlekedési eszközök tervezése, kifejlesztése, működtetése. Az újító elképzelések közül a legtöbb nem valósul meg, vagy nem terjed rohamos mértékben.
A jelenleg legismertebb ilyen technológia a Maglev.

## Környezetbarát közlekedés
A különféle közlekedési módozatok környezeti ártalmai miatt fontos fejlesztési irány a lehető legkörnyezetbarátabb közlekedési mód/rendszer megtalálása. E kérdésben kutatják az hosszú távon – a fogyatkozó fosszilis energiahordozóktól függetlenül – előállítható, illetve legkevésbé szennyező üzemanyagot (pl. bioetanol napenergia), de az is szóba jön megoldásként, hogy a városokat úgy kell tervezni, hogy minél kevesebb közlekedésre legyen szükség. Ilyen pl. az autómentes város koncepciója
A bogotai fejlesztések nyomán a város vezetése azt tapasztalta, hogy a megfelelően tájolt sétálóút és megszervezett tömegközlekedés nem csak jobb eljutást, hanem jobb közbiztonságot is teremtett.
A közlekedés és fenntarthatóság kapcsolatával sokat foglalkozik Fleischer Tamás (akadémikus).
Személyszállításra vonatkoztatva, például az autóközlekedésben, belsőégésű motorral a befektetett energia kb. 15%-át tudjuk hasznosítani, a többi veszteség. A primer energia útját követve a motor kb. 62% veszteséggel dolgozik (az EPA U.S. Környezetvédelmi Ügynökség adatai szerint). Elektromos készülékek, rádió, légkondicionáló, ablakfűtés fogyaszt 2,2%-ot, a légellenállás 2,6%-ot, a kerék súrlódás az úton 4,2%-ot, a fékezés 5,8%-ot, továbbá a hajtás is csökkenti a hatásfokot (váltó, csuklók, felfüggesztések..) Ezeket hozzáadva a 62%-hoz a teljes teljesítményhez képest marad 17% hasznos teljesítmény. Ha ehhez hozzátesszük, hogy a súlyterhelés kihasználtsága egy személyre a kocsi önsúlyához képest kb. 10%, akkor egy személlyel a közlekedési eszközként vett hatásfok kb. 1,5% lehet.
Kiszámolták, hogy Barcelonában az autópark 3%-a elég lenne a közlekedési igények kiszolgálására, ha jól optimalizálják a rendszert. A közlekedés okozza az üvegházhatású gázok 45%-át, ami ellentétben a lakások hőszigetelésének jó hatásával (42%-os emisszió csökkenés 1991 óta), állandóan növekszik. Javaslatokat fogalmaztak meg alternatív meghajtások alkalmazására 2050-ig, az E-Mobilitásra és ökosziális adóreformokra, beleértve egy CO2-adót.
A közlekedés környezeti hatásait vizsgálva a svéd Lund egyetem arra a következtetésre jutott, hogy a kevesebb autóút, kevesebb légi közlekedés volna a leghatásosabb (a túlnépesedés megállítása, és a húsfogyasztás csökkentése mellett).
Ha a ma ismert technológiákat felhasználva csökkentenénk a veszteségeket (pl. regeneratív lengéscsillapítókkal, regeneratív fékezéssel, hőhasznosító kombinált ciklussal, vagyis második körfolyamattal), akkor az autó hatásfoka – a kihasználást nem számítva – kb. 30-40%-ra javulna.
Az ún. közösségi közlekedés eszközeinél, illetve vízi és vasúti közlekedésnél a kihasználtság nagyobb, egy személyre, terhelésre átlagosan kisebb járműtömeg jut.
Néhány jármű adatai, és fajlagos tömege (kg/fő):
- kerékpár középkategória: 12–14 kg; 13 kg/fő
- robogó: 50 cm³; 81–98 kg; 89,5 kg/fő
- motor: 8,2-30 kW; 125-250 cm3, 150 kg; 150 kg/fő
- Suzuki swift 1,3: 810 kg; 5 fővel 162 kg/fő
- Suzuki SX4 (1,49): 1140 kg; 5 fővel 228 kg/fő
- Peugeot 1,6: 1324 kg; 5 fővel 265 kg/fő
- Busz, Mercedes Conteco: 220 kW; 143-151 hely; 15200 kg; 103,4 kg/fő
- Busz, Kravtex Credo: 176 kW; 90 hely; 8008 kg; 89 kg/fő
- Vízibusz: 303 típus; 220 hely; max. 62 t; 2x150 LE (2x110 kW); 282 kg/fő
- Szárnyashajó: 53 hely; 6210 kg; 810 kW; 117 kg/fő
- Tengeri utasszállító: Costa Fascinosa 112 000 t; 3800 hely; 75 600 kW; 29,5 t/fő
- Vasúti teherkocsi: tömeg 10,8 t; áru 28 t; hossz 10 m; 2,6 t/t
- Személyvagon: IC-Start: 48,5 t; 80 hely; 606 kg/fő
- Stadler KISS: 296 tonna, 600+20% hely, 411 kg/fő

A CO2-kibocsátást tekintve az egyes járművek, eszközök összehasonlítva:
A légi forgalom utaskilométerenként több mint 450 gramm szén-dioxidot bocsát ki. Összehasonlításképpen: ez duplája a dízeles és benzines autókénak, nyolcszorosa a távolsági autóbuszokénak és több mint harmincszorosa a vasúténak.
Elektromos járművek alkalmazása a helyi környezetszennyezést a mai áramtermelés mellett is csökkenti, összességében azonban a jelenlegi elektromos áramtermelés 11%-a származik megújuló forrásból, és tekinthető környezetbarátnak. Ennek az aránynak növelése figyelembe vehető az elektromos autó, városi villamosok, vagy távolsági elektromos vasút esetén.
Környezetvédelmi szempontból a kombinált vasút-víziút-közút rendszerű intermodális közlekedés megfelelőbb a tisztán közúti (pl. csak kamion) szállítási módnál. Különösen tranzit jellegű területeken előnyösebb.